# San Juan Bautista Tlachichilco
San Juan Bautista Tlachichilco es una localidad del estado mexicano de Oaxaca. Es cabecera del municipio de San Juan Bautista Tlachichilco.

## Demografía
| Censo | Población |
| ----- | --------- |
| 1900  | 872       |
| 1910  | 781       |
| 1921  | 820       |
| 1930  | 766       |
| 1940  | 811       |
| 1950  | 951       |
| 1960  | 981       |
| 1970  | 800       |
| 1980  | 788       |
| 1990  | 820       |
| 1995  | 777       |
| 2000  | 789       |
| 2005  | 757       |
| 2010  | 725       |
| 2020  | 696       |